# Isma’il I
Isma’il I (ur. 17 lipca 1487 r., zm. 23 maja 1524) – szach Iranu w latach 1501/1502–1524, założyciel dynastii Safawidów, w szóstym stopniu potomek Safi ad-Dina.

## Życiorys
Isma’il był szejkiem Ardabilu oraz religijnym przywódcą plemiennej federacji kyzyłbaszy, która stanowiła znaczną siłę wojskową w Azerbejdżanie Irańskim. Prowadząc ekspansję militarną w roku 1500 podbił kaukaskie państwo Szyrwan wraz z Baku, wieńcząc długoletni konflikt pomiędzy Szyrwanem a szejkami Ardabilu. Wykorzystując osłabienie federacji Ak Kojunlu zajął w 1501 miasto Tebriz, gdzie ogłosił się Szachem W roku 1508 zdobył Bagdad, a w 1510 pokonał pod Merwem szejbanidzkiego chana Muhammada Szejbani (zgodnie z tradycją z jego czaszki miał zrobić puchar) i zdobył Chorasan. Prowadząc ekspansję w kierunku zachodnim wdał się w konflikt z Imperium Osmańskim, jednak w roku 1514 przegrał z wojskami sułtana Selima I bitwę na równinie Czałdyran. W konsekwencji porażki utracił Mosul oraz został zmuszony do ustąpienia z Diyarbakıru. Kampania wojenna przeciwko Turkom osmańskim a następnie powtórnie przegrana pod Koczhisarem, doprowadziła do utraty większości części zachodnich zdobyczy. Przyczyną takiego przebiegu wojny była wyższość złożonej z wielu rodzajów wojsk armii tureckiej nad konnym pospolitym ruszeniem Safawidów. Klęski te nie załamały jednak nowej dynastii w Persji i wkrótce doszło do nowych wojen osmańsko-perskich.
Językiem ojczystym Isma’ila I był tacki. Władca urodził się bowiem w miejscowości Ardabil. Po śmierci Isma’ila I, władzę objął jego syn Tahmasp I, który również okazał się być uzdolnionym poetą, zasłużonym dla rozwoju języka tałyskiego i perskiego.